# Anderson Bruford Wakeman Howe
Anderson Bruford Wakeman Howe (también conocido como "ABWH") fue un proyecto de rock progresivo, formado en septiembre de 1988 en Gran Bretaña por los -entonces- exmiembros de Yes, Jon Anderson, Bill Bruford, Rick Wakeman y Steve Howe, formación que editó un álbum de estudio, y se mantuvo activa hasta agosto de 1990.
El grupo contó con el bajista de King Crimson Tony Levin como miembro adjunto, aunque no incluido en el nombre de la banda.

## Carrera de ABWH
En principio el grupo fue concebido por Anderson en 1988 como una reunión de los miembros clásicos del Yes de los años 70, aunque él no era el único dueño del nombre "Yes", sólo de una tercera parte, perteneciendo las otras dos a Chris Squire y a Alan White, de manera que se tuvieron que barajar otros apelativos para el flamante proyecto.
Anderson sugirió The Affirmative, pero a Bruford, Howe y Wakeman no les pareció honesto invocar el nombre de Yes de esa manera solapada; incluso contemplaron llamar al grupo No, aunque finalmente decidieron simplemente bautizarlo con sus propios apellidos, lo cual se reduciría frecuentemente a la sigla ABWH.
El grupo grabó y editó un álbum homónimo en 1989, lanzado por Arista, y eventualmente lo presentó en gira: los conciertos del tour en principio se denominaron "An Evening of Yes Music Plus", por lo cual Chris Squire entabló una demanda judicial contra sus excompañeros.
Ya en 1991 las asperezas se limaron, y tanto los miembros de ABWH como el "Yes de Squire" se unieron en un álbum común llamado Union, tras lo cual Anderson, Howe y hasta Wakeman volverían a ser parte de Yes a lo largo de los 90 y principio de los 2000.

## Discografía
- Anderson Bruford Wakeman Howe (Arista, 1989)

Todos los temas por Anderson, Howe, Wakeman, Bruford excepto donde se indica.
1. "Themes" – 5:58
2. "Fist of Fire" – 3:27
3. "Brother of Mine" – 10:18 (Anderson, Howe, Wakeman, Bruford, Geoff Downes)
4. "Birthright" – 6:02 (Anderson, Howe, Wakeman, Bruford, Max Bacon)
5. "The Meeting" – 4:21
6. "Quartet (I'm Alive)" – 9:22
7. "Teakbois" – 7:39
8. "Order of the Universe" – 9:02
9. "Let’s Pretend" – 2:56 (Anderson, Howe, Wakeman, Bruford, Vangelis)

## Personal
- Jon Anderson – voz, coros
- Bill Bruford – batería
- Rick Wakeman – teclados
- Steve Howe - guitarra
- Tony Levin – bajo, stick
- Matt Clifford – teclados, programación
- Milton McDonald - guitarra rítmica
- Deborah Anderson - coros
- Tessa Niles - coros
- Carol Kenyon - coros
- Francis Dunnery - coros
- Chris Kimsey – coros
- Emerald Community Singers, Montserrat – coros